# 沃克維爾 (密歇根州)
沃克維爾（英語：Walkerville）是位於美國密歇根州奧希阿納縣萊維特鎮區的一個村。

## 人口
根據2020年美國人口普查的數據，沃克維爾的面積為3.22平方千米，當中陸地面積為3.22平方千米，而水域面積為0.00平方千米。當地共有人口246人，而人口密度為每平方千米76人。